# Léon Gambetta
Léon Gambetta (ur. 2 kwietnia 1838 w Cahors, zm. 31 grudnia 1882 w Sèvres) – francuski polityk, przywódca partii republikańskiej, twórca Trzeciej Republiki Francuskiej.

## Życiorys
Po klęsce w wojnie francusko-pruskiej proklamował 4 września 1870 roku w ratuszu paryskim powstanie Republiki.
Od 19 września Paryż był oblegany przez Niemców, Gambetta, by organizować nową armię i ruch oporu na prowincji, wydostał się z okrążonego miasta balonem i 7 października dołączył do zebranych w Tours ministrów.
Działał na rzecz umocnienia rządów republikańskich, ale nie chciał przyjąć warunków podyktowanych przez Bismarcka i 6 lutego 1871 roku podał się do dymisji. Po rokowaniach prowadzonych przez Thiersa i dramatycznej debacie, Zgromadzenie Narodowe przyjęło 1 marca preliminaria pokojowe Bismarcka. Warunki były ciężkie: Francja traciła Alzację (bez Belfortu, który wytrwał w obronie), a także północną część Lotaryngii. Niemcy mieli odbyć paradę zwycięstwa w Paryżu i otrzymać kontrybucję w wysokości 5 miliardów franków w złocie. W tej sytuacji doszło do wybuchu powstania, które przeszło do historii jako Komuna Paryska.
Po jej upadku radykalny dotąd Gambetta zaczął z wolna zmierzać ku bardziej prawicowo nastrojonej republice. Przepowiadał, że w demokratycznym państwie przyszłość będzie należeć do drobnych bourgeois. Udało mu się też przeforsować amnestię dla komunardów, jakby ignorując rosnące dla republikanów zagrożenie ze strony lewicy i anarchistów. Mawiał jedynie lekceważąco: Niebezpieczeństwo minęło, zaczynają się kłopoty. W 1877 r. w Izbie Deputowanych wygłosił przemówienie mobilizujące republikanów do walki o ograniczenie wpływów kleru.
W polityce zagranicznej opowiadał się za kolonializmem i rewanżyzmem. Piastował urząd „premiera oportunistów” w latach 1881-1882, tj. w dwóch ostatnich latach swego życia. Zmarł prawdopodobnie na skutek wypadku na polowaniu.